# 고대 후기

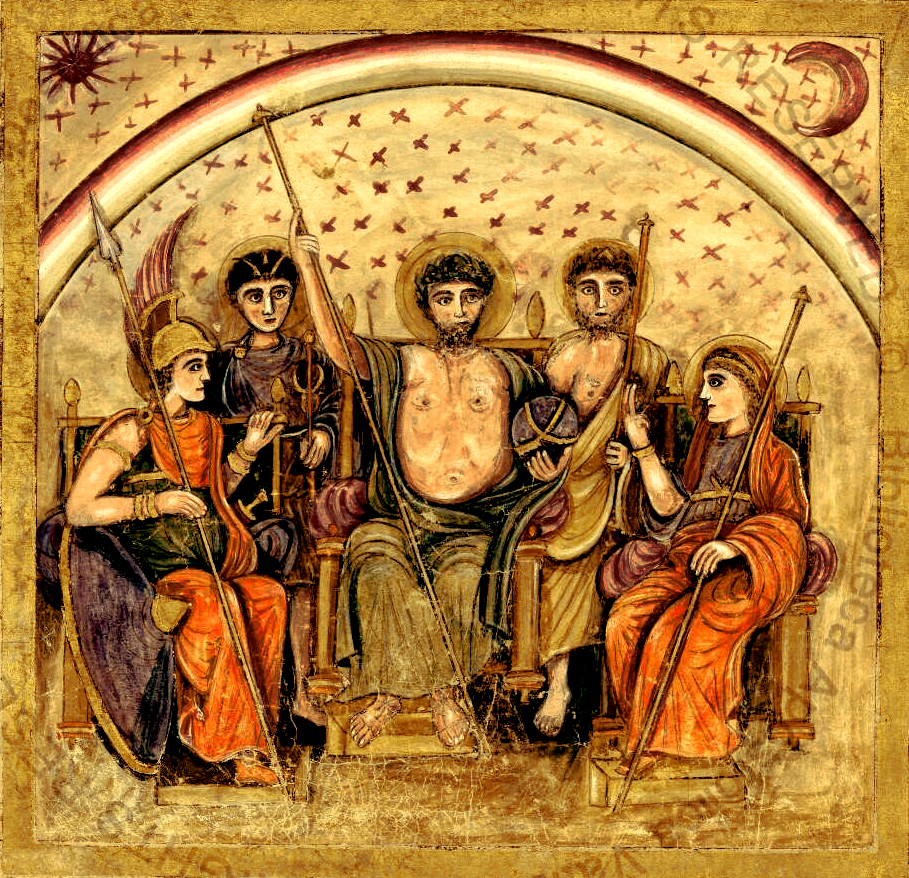

고대 후기(Late Antiquity)는 서양사에서 적용되는 시대 구분으로 대략 기원후 3세기부터 8세기까지의 시대를 가리킨다. 서양사에서 고전 고대(Classical Antiquity)에서 중세(Middle Ages)로 넘어가는 전이적 단계에 해당하며, 주로 유럽 본토와 지중해 지역에 대해 적용되는 시대 구분이다.

## 민족 대이동
4세기경부터 6세기경에 걸쳐 게르만 민족과 관련 여러 민족이 서유럽·남유럽으로 이동하였는데, 넓게는 노르만인의 이동도 포함시켜 11세기경까지 진행된 것으로 보는 경우도 있다. 이동의 원인으로서는 일반적으로 인구의 증가, 경지의 부족, 타민족의 압박 등을 들고 있으나, 구체적인 대이동의 계기는 훈족의 서진(西進)이며, 게르만 여러 족속은 보다 좋은 기후와 비옥한 땅을 찾아서 당시 방위력이 약화되었던 로마 제국으로 대거 침입했다. 게르만 민족의 일부(수에비족 등)는 일찍이 기원전 2세기 말부터 로마 영내에 침입하였는데, 로마제국 시대에 들어와서는 로마의 리메스이나 방위군단에 저지되어 라인강의 선에서 제국과 대치하고 있었다. 그러나 고트족 등은 2세기 후반에 흑해(黑海) 연안 방면에 진출하고 있었으며, 라인강 방면에서도 게르만인은 용병이나 콜로누스(토지를 가진 소작인)로서 영내에 조금씩 침입해 들어갔다.
침입한 게르만 민족은 동게르만·서게르만·북게르만 민족 등으로 크게 나눌 수 있을 것이다. 동게르만 민족에는 반달족·부르군트족·고트족 등이 있으며, 훈족 이동의 영향을 받아서 이탈리아, 프랑스, 에스파냐, 아프리카 등의 여러 지방으로 이동했는데, 대부분은 그곳 민족과 동화하는 경향이 있었다. 이와는 달리 앵글족·색슨족·롬바르드족·프랑크족 등이 서게르만 민족으로서 영국, 프랑스, 이탈리아의 각지에서 건국했다. 북게르만 민족은 소위 노르만인으로서 10세기 이후에 남하했다. 유럽 각지에 침입한 게르만인의 수는 로마인 등의 원주민에 비하면 소수였기 때문에 이주한 곳의 원주민에게 문화적으로 동화한다든지 가톨릭 교회와 대립한다든지 하여, 단명(短命)으로 끝나는 부족도 적지 않았다. 그러나 민족 이동의 대세로서는 프랑크족에서 볼 수 있는 것과 같이 그리스정교를 신봉하는 동로마 제국에 대항하여 가톨릭 교회와 제휴하는 중세 서유럽 세계의 형성을 촉진시켰다.

## 서로마 멸망
한때 지중해를 ‘우리의 바다’라 호언하던 로마도 3세기 말에 이르자, 디오클레티아누스 황제의 필사적인 재건 개혁도 헛되이 쇠퇴 일로를 걸었다. 인구는 감소되고 경제는 굳어 실물(實物) 경제화했으며, 토지는 일부 대토지 소유자에 독점되어 자유 농민과 중간층은 몰락하였다. 뿐만 아니라 왕년에 막강함을 자랑하던 로마군이 게르만 용병으로 채워져 무력화하고, 마침내는 475년 서고트족이 동로마의 국경을 침입하자 사상 유례가 드문 일대 민족 이동을 유발하고 말았다. 제일 먼저 국경을 침입한 서고트족은 아드리아노플 전투에서 동로마군을 격파, 콘스탄티노플을 위협했고 서진하여 서로마군을 격퇴, 이탈리아 반도로 남하했다. 이리하여 410년 ‘영원의 도시’ 로마가 함락되고 잇따라 게르만의 여러 부족들이 로마의 다른 영토를 유린하였다. 게르만 민족 이동의 결과, 서유럽에는 서고트 왕국(에스파냐), 동고트·롬바르드 왕국(이탈리아), 반달 왕국(아프리카 북안), 부르군트 왕국(남프랑스), 앵글로색슨 왕국(영국) 등 여러 나라가 건국되었다.
동유럽에는 게르만보다 조금 늦게 슬라브 민족의 대이동이 시작되어 동로마 제국 영토를 위협하였으나, 6세기 초에 즉위한 유스티니아누스 대제가 이를 막았다. 대제는 로마 제국의 재건을 꿈꾸어 한때 이탈리아는 물론 에스파냐, 북아프리카 등 옛 로마의 영토를 탈환하였고, 안으로는 로마법을 집대성, 유스티니아누스 법전을 편찬하여 법제사상 큰 영향을 끼쳤다. 그 후 동로마 제국의 영토는 다시 동부 지중해 연안 지역으로 줄어들지만 14세기까지 계속된 제국은 줄곧 서유럽과 중동아시아를 잇는 사이에 자리하여 문화적으로 중개역을 담당하였으며, 그리스와 동방의 문화적 전통을 융화, 계승하여 화려한 비잔틴 문화를 이룩하였다.

## 같이 보기
- 고대
- 중세
- 근세
- 근대
- 현대

## 참고 문헌
- 이 문서에는 다음커뮤니케이션(현 카카오)에서 GFDL 또는 CC-SA 라이선스로 배포한 글로벌 세계대백과사전의 내용을 기초로 작성된 글이 포함되어 있습니다.

| 이전 고대 |  | 다음 중세 전기 |